# Arthur Hobson Quinn
Arthur Hobson Quinn (1875–1960) fue un escritor y crítico literario estadounidense, conocido como experto en Edgar Allan Poe.

## Biografía
Nació en Filadelfia y estudió en la Universidad de Pensilvania. Enseñó inglés y teatro allí desde 1895 a 1945. Escribió los siguientes libros sobre teatro: Representative American Plays (1917), The Early Drama (1917), History of the American Drama from the Beginning to the Civil War (1923), Contemporary American Plays (1923) y History of the American Drama from the Civil War to the Present Day (1927). También trabajó como editor para Harper's Plays y Playwrights Series. 
Sus dos historias del teatro estadounidense, que al igual que sus otros libros eran regularmente puestos al día desde su primera edición, se cuentan entre los estudios más completos y fiables en materia de literatura dramática de ese país. Si algunos de sus puntos de vista, naturalmente, reflejan el pensamiento de su época, su larga familiaridad con el drama lo convierten en fuente fidedigna en general.
Quinn fue un experto en Edgar Allan Poe, sobre cuya vida y obras escribió varios libros y cuya reputación contribuyó a limpiar de la maledicencia de sus detractores. Por ejemplo, en su obra Edgar Allan Poe: a Critical Biography, de 1941, Quinn presentó pruebas fehacientes de que Rufus Wilmot Griswold, periodista contemporáneo de Poe que desacreditó su figura al morir éste, había falsificado y retocado una serie de cartas de Poe que se incluían en las Memorias del autor (sobre Poe), de Griswold.